# محمد محمدی خرم‌آبادی
محمد محمدی (زاده ۱۳۱۶ در دلفان روستای شهرک امام) حاکم شرع سابق و از قضات بلندپایه کشور و جزو مسئولان بلند پایه سازمان بازرسی کل کشور و نماینده اصولگرای حوزه انتخابیه سلسله و دلفان در دوره‌های دوم، چهارم، ششم و هشتم مجلس شورای اسلامی ایران بوده‌است.

## زندگی‌نامه
محمد محمدی در خرم‌آباد در حوزهٔ علمیهٔ روح‌الله کمالوند تحصیل را آغاز و و پس از ان در سال ۱۳۴۰ برای ادامه تحصیل به حوزه علمیه قم رفت و در کلاس افرادی چون سید محمدرضا گلپایگانی، حسین نوری همدانی، محمد فاضل لنکرانی، ناصر مکارم شیرازی و کاظم تبریزی به درجهٔ اجتهاد رسید که به گفتهٔ وب‌گاه خودش، مورد تأیید حسین نوری همدانی قرار دارد البته ایشان در جریان انتخابات خبرگان رهبری پس از مطرح شدن امتحان اجتهاد از انتخابات کناره گیری کرد. او همچنین از طلاب تحت تأثیر روح‌الله خمینی بوده که در واقعهٔ حمله گارد شاهنشاهی به مدرسه فیضیه در تاریخ ۱۳۴۲ حضور داشته‌است.
به گفتهٔ وب‌گاهش، محمدی از سال ۴۲ در فعالیت‌های انقلابی حضور داشته و چندین بار نیز تحت تعقیب نیروهای رژیم شاه قرار گرفت. 
او در سال ۱۳۶۲ نامزد نمایندگی مجلس شورای اسلامی در حوزه دلفان و سلسله شد که موفق به کسب کرسی در دورهٔ دوم مجلس شورای اسلامی گشت. وی در دوره‌های چهارم، ششم و هشتم نیز نمایندهٔ حوزهٔ دلفان و سلسله در مجلس بوده‌است.
او در دوره ششم مجلس یکی از اشخاص فعال در درگیری‌های فیزیکی بین گروه اقلیت مجلس (معروف به جناح راست یا اصولگرا) با اکثریت (معروف به چپ یا اصلاح‌طلب) بود که به دلیل مخالفت با تغییر قانون مطبوعات و خواندن بیانیهٔ نهضت آزادی در گزارش کمیسیون اصل ۹۰ رخ داده بود. محمدی در این واقعه «از عناصر اصلی بروز تشنج در مجلس بود» و اقدام به پاره کردن گزارش کمیسیون اصل ۹۰ نمود.
| دوره  | درصد | تعداد کل آراء |
| ----- | ---- | ------------- |
| اول   | مثال | مثال          |
| دوم   | مثال | مثال          |
| چهارم | مثال | مثال          |
| ششم   | مثال | مثال          |
| هشتم  | مثال | مثال          |